# Color*Iz
Color*Iz  è il primo EP del gruppo musicale sudcoreano-giapponese Iz*One, pubblicato il 29 ottobre 2018 dalla Off The Record Entertainment. L'EP è disponibile in due versioni: "Rose" e "Color" e contiene sette tracce (otto per l'edizione fisica) con La Vie en Rose come brano principale.

## Tracce
Download digitale
1. Colors (아름다운 색) – 3:38
2. O' My! – 3:23
3. La Vie en Rose (라비앙로즈) – 3:39
4. Memory (비밀의 시간) – 3:23
5. We Together (Iz*One ver.) (앞으로 잘 부탁해) – 3:46
6. Suki ni Nacchau Darō? (Iz*One ver.) (반해버리잖아? / 好きになっちゃうだろう? / You're in Love, Right?) – 4:09
7. Yume wo Miteiru Aida (Iz*One ver.) (꿈을 꾸는 동안 / 夢を見ている間 / As We Dream) – 3:29

Edizione fisica (Tracce aggiuntive)
1. Pick Me (Iz*One ver.) (내꺼야) – 4:39

## Classifiche

### Classifiche settimanali
| Classifica (2018) | Posizione massima |
| ----------------- | ----------------- |
| Corea del Sud     | 2                 |
| Giappone          | 1                 |

### Classifiche di fine anno
| Classifica (2018) | Posizione |
| ----------------- | --------- |
| Corea del Sud     | 24        |